# Elke Günthner
Elke Günthner (* 4. Juli 1964) ist eine ehemalige deutsche Fußballschiedsrichterin.

## Karriere
Günthner ist in Bamberg aufgewachsen. Sie begann bereits als 14-Jährige mit dem Schiedsrichtern, da es in ihrer Heimatstadt keine Mädchen-Fußballmannschaft gab.
1991 erhielt sie die DFB-Zulassung und im Jahr 1995 als eine der ersten Frauen eine FIFA-Lizenz. 2005 wurde sie vom DFB als Schiedsrichterin des Jahres ausgezeichnet. Nach der Saison 2005/06 zog sie sich aus der höchsten Liga zurück. Sie leitete noch Oberliga-Spiele und beendete 2008 ihre Karriere.